# Apolinarism
Apolinarismul este o învățătură cristologică formulată de episcopul Apolinarie de Laodiceea (d. 390) care susține că Isus Cristos a avut un corp uman normal, dar o minte divină și nu un suflet uman obișnuit. Această învățătură a fost considerată erezie în anul 381 și a dispărut practic în deceniile următoare.

## Istoric
Dogma Sfintei Treimi fusese recunoscută la Sinodul Ecumenic de la Niceea din anul 325, dar dezbaterea cu privire la semnificația ei exactă a continuat. O doctrină rivală credinței mai răspândite că Isus Cristos avea două naturi era monofizitismul („o singură natură”), care susținea că Hristos avea o singură natură. Cele mai răspândite forme de monofizitism au fost apolinarismul și eutihianismul. Respingerea de către Apolinarie a învățăturii că Isus Cristos avea o minte umană a fost considerată o reacție exagerată față de arianism, care nega natura divină a lui Cristos și identitatea de substanță a Fiului cu Tatăl.
Teologul Teodoret de Cyr l-a acuzat pe Apolinarie că a confundat persoanele Dumnezeirii și că a urmat căile eretice ale lui Sabellius. Arhiepiscopul Vasile cel Mare l-a acuzat că a abandonat sensul literal al Scripturii și a preluat în întregime sensul alegoric. Opiniile cristologice ale lui Apolinarie au fost condamnate într-un sinod care a avut loc în anul 362 la Alexandria, sub conducerea episcopului Atanasie al Alexandriei, și au fost împărțite mai târziu în mai multe erezii diferite, dintre care cea mai cunoscută a fost antidicomarianitismul⁠(en)[traduceți] (care nega pururea feciorie a Mariei).
Apolinarie, considerând că sufletul sau spiritul rațional este în mod esențial susceptibil de păcat și capabil, în cel mai bun caz, de eforturi precare, nu a văzut nici o cale de a salva perfecțiunea lui Hristos și valoarea nemărginită a Mântuirii decât prin eliminarea spiritului uman din natura umană a lui Isus și înlocuirea lui cu Logosul Divin. Apolinarismul a fost declarat erezie de Primul Sinod de la Constantinopol, care a avut loc în anul 381.
Filosoful creștin William Lane Craig a propus o cristologie neoapolinariană în care Logosul divin completează natura umană a lui Hristos. El afirmă că propunerea sa este preliminară și acceptă interacțiunea (inclusiv cea critică) cu alți cercetători.
Craig clarifică, de asemenea, cristologia neoapolinariană pe care a propus-o prin această afirmație: „Contrazicându-l pe Apolinarie, vreau să spun că Hristos a avut o natură umană completă. El a fost Dumnezeu adevărat și om adevărat. Prin urmare, moartea sa pentru noi ca reprezentant al nostru în fața lui Dumnezeu a fost utilă.”